# Otto Landelius
Otto Robert Gustav Vilhelm Landelius född 26 september 1897 på Sillgatan i Göteborgs Kristine församling, Göteborg, död 5 mars 1977 i Partille kyrkobokföringsdistrikt, Partille, var en svensk journalist och författare.

## Biografi
Otto Landelius var son till affärsmannen J.P. Wilhelm Landelius. På spekulation köpte fadern mark på Styrsö Bratten och ägde där den så kallade Telefonvillan på Brattenvägen 26. När Otto var nygift hyrde han och frun om somrarna in sig i denna villa och 1924 gav han ut boken Styrsö – Forntidsbilder och nutidsliv.
Under 1920-talet arbetade Landelius som journalist i både Tyskland och Sverige, bland annat för Stockholms dagblad och Göteborgs-Posten och på 1930-talet var han anställd hos Riksföreningen för svenskhetens bevarande i utlandet. Under andra världskriget tjänstgjorde han vid tyska generalkonsulatet i Göteborg. Han prenumererade vid den här tiden på tidskriften Nationen, den första fascistiska tidningen i Sverige och var medlem i den pronazistiska Riksföreningen Sverige-Tyskland. I december 1945 dömdes han till 10 månaders straffarbete för att ha spionerat för tyska konsulatets räkning och bland annat angivit göteborgska antinazister.
Efter detta anställdes Landelius som AK-arbetare vid Göteborgs universitetsbibliotek. Senare verkade han som frilansjournalist, bland annat för Stockholmstidningen och som skribent för Svenskt konstnärslexikon. Hans stora intresse för den svenska emigrationen och emigranternas historia – han var bland annat engagerad i Utlandssvenskarnas förening – resulterade i en stor samling information och dokument som resulterade i boken Swedish place-names in North America, som gavs ut postumt på engelska 1985.